# Mejdi Schalck
Mejdi Schalck (Montreuil, 7 de maio de 2004) é um escalador francês.

## Carreira
Nascido em Montreuil, foi depois de se mudar para Chambéry que Mejdi Schalck descobriu a formação supervisionada e profissional. Ele se juntou à equipe francesa de escalada em 2019 e alcançou seu primeiro pódio no mesmo ano como campeão francês de dificuldade na categoria juvenil. Como sênior, participou da Copa do Mundo de Salt Lake City e ficou com o segundo lugar na categoria. Desde então, conquistou três medalhas de ouros em etapas da Copa do Mundo.
No Campeonato Mundial de Escalada realizado em 2023 em Berna, Schalck conseguiu a medalha de prata na categoria boulder.